# Автомобільна промисловість в Болгарії
Автомобільна промисловість Болгарії — галузь економіки Болгарії.
Виробництво в Болгарії сильно залежало від імпорту автомобілів з Радянського блоку як раніше, так і в даний час залежить від інших країн Європи і Азії. Соціалістична Болгарія мала невелику автомобільну промисловість з об'ємами випуску у майже 20 тисяч одиниць вантажівок та автобусів власної розробки («Преслав» і «Чавдар»), а також відбувалось складання радянських автомобілів «Москвич».

## Історія

### 1949—2000-ий роки

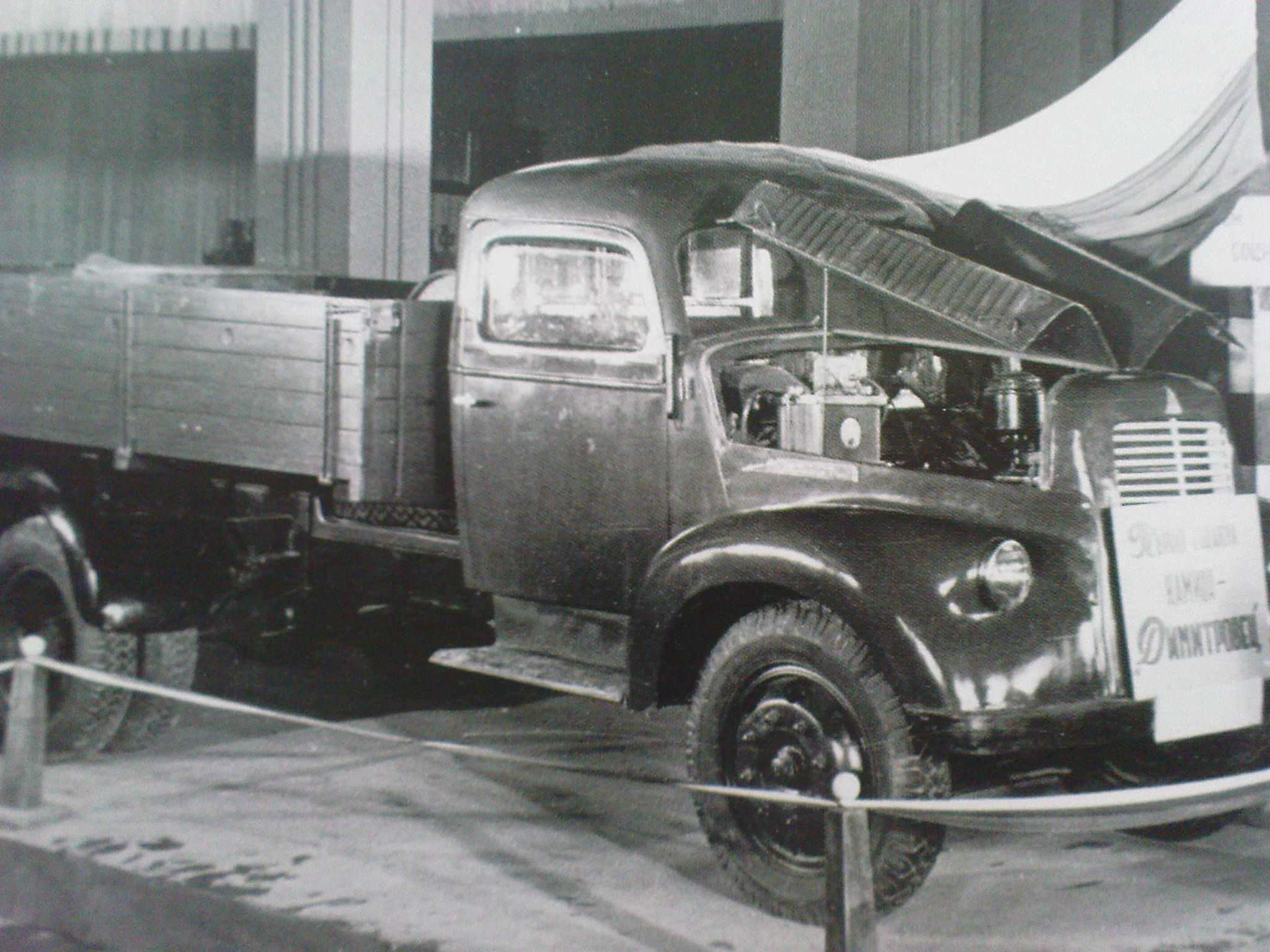
Вантажівка «Димитровец» (1949 рік)

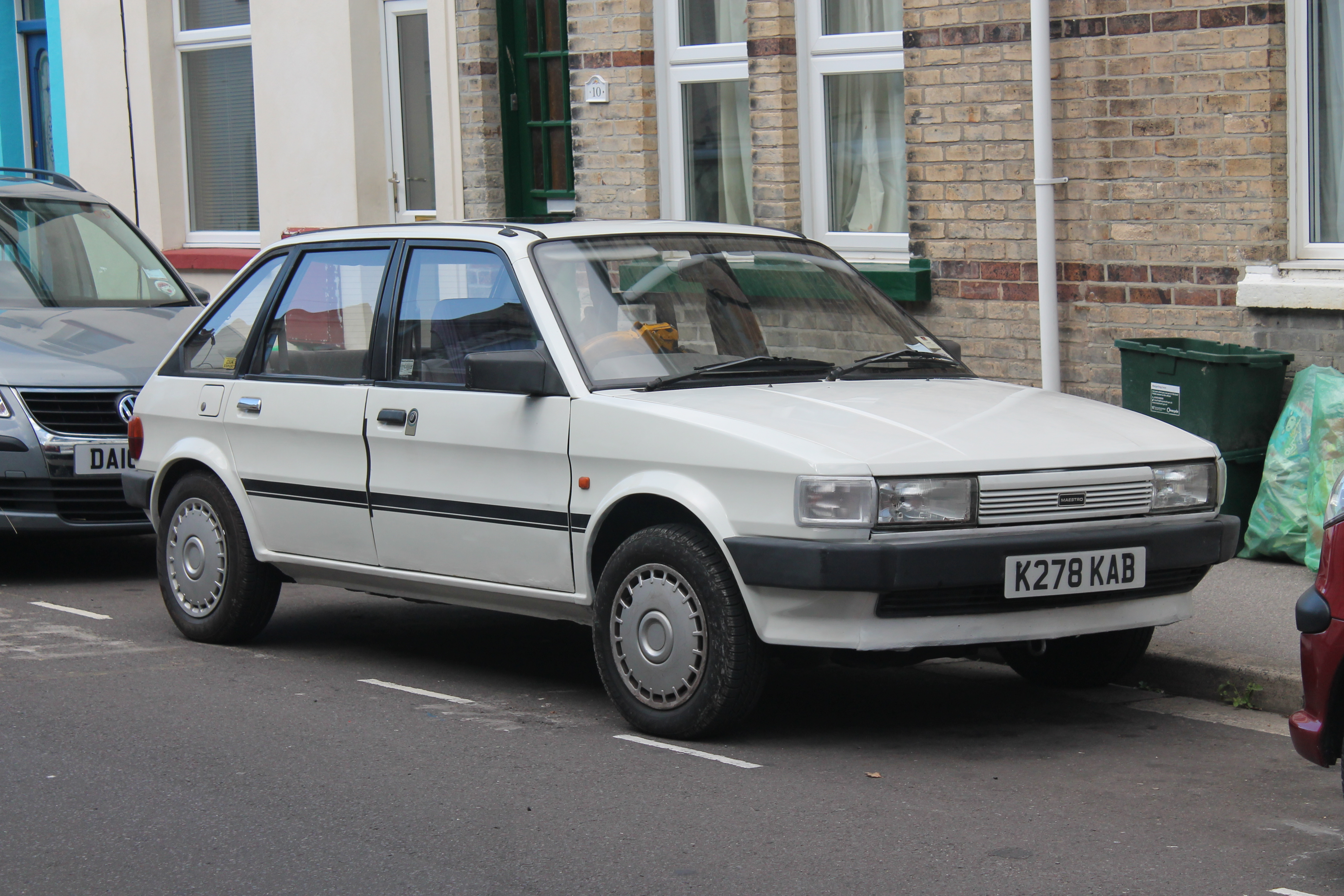
Rodacar Maestro (1994—1996)

У Болгарії до Другої світової війни автомобільної промисловості не було.
«Димитровец» — перший болгарський вантажний автомобіль. Перший болгарський «Димитровец» був виготовлений в Софії в 1949 році. Тритонна вантажівка здійснила свій перший пробіг в районі Княжево. Вантажівка використовувала запчастини інших транспортних засобів. Представлена на автосалоні в місті Пловдив. Машина названа на честь соціалістичного лідера — Георгія Димитрова.
В 1960-х роках в Болгарії були побудовані автоскладальні заводи, на яких складали автомобілі «Москвич-2140», «Fiat 124», «Renault 8», вантажівки «ГАЗ-53А» та інші.
З 1966 по 1970 рік у місті Пловдив відбувалося виробництво «Булгаррено». На заводі складались «Renault 8» і «Renault 10». Також в Болгарії випускались «Fiat 850» і «Fiat 124» між 1967 і 1971 роками. Вони неофіційно називались «Пірін-Фіат» («Pirin-FIAT»). Завод знаходився в місті Ловеч. Цей же завод («Балкан»), також складав автомобілі «Москвич» з 1967 по 1988 рік. З конвеєра автоскладального заводу в місті Ловеч щорічно сходило понад 15,000 автомобілів «Москвич-2140», а до 1985 року було випущено вже понад 200,000 «Москвичів».
На заводі «Чавдар» в болгарському місті Ботевград випускали кілька модифікацій автобусів. Виробнича потужність заводу «Чавдар» досягала 2,500 автобусів на рік.
У 1994 році англійська компанія «Rover» створила спільне підприємство з болгарською компанією «Rodacar» для виробництва Austin Maestro на новому заводі в Варні, використовуючи CKD-комплекти, відправлені з Великої Британії. Виробництво розпочалося в липні 1995 року і 2,200 автомобілів були складені до того, як завод був закритий в квітні 1996 року.

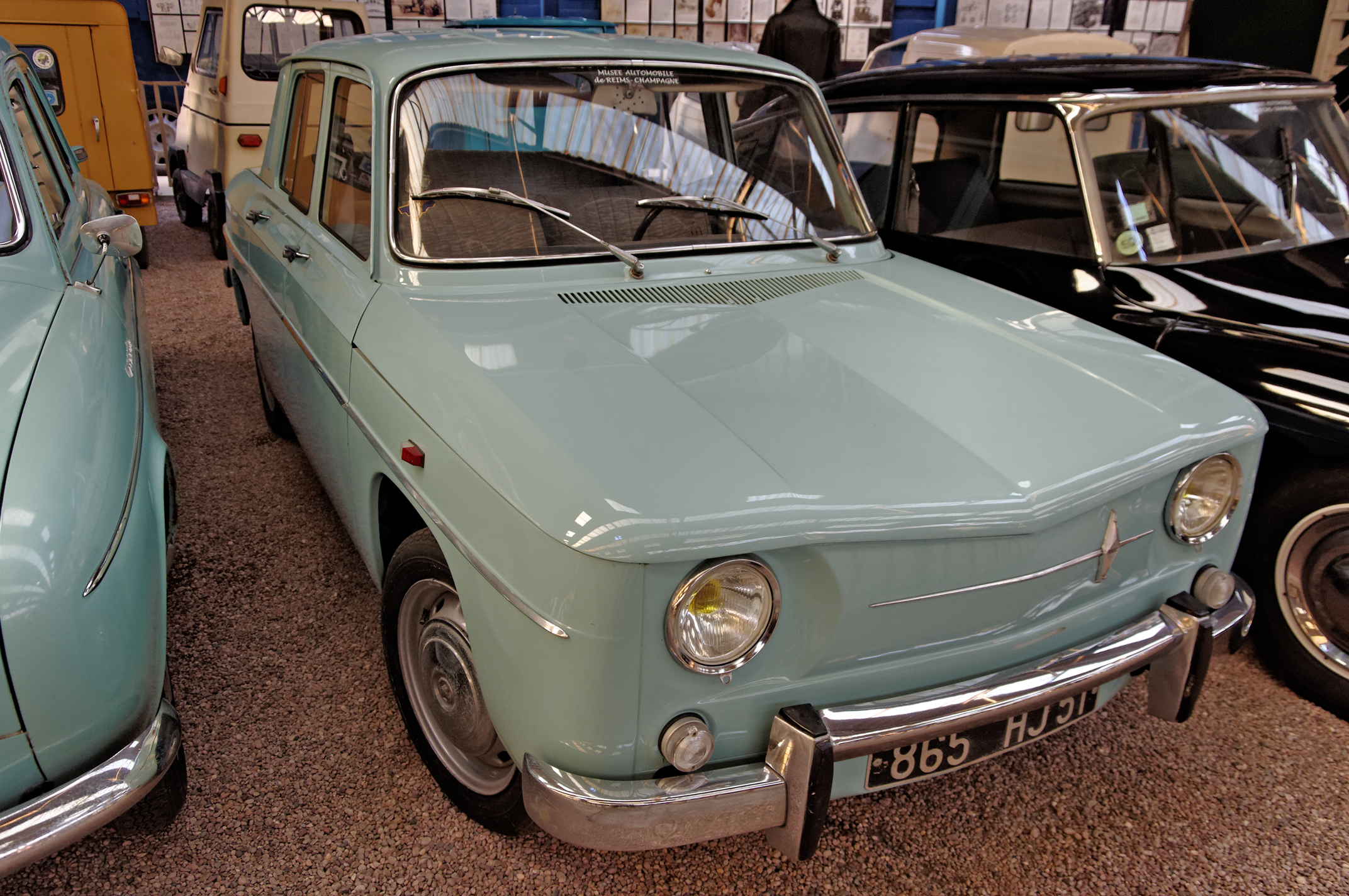
Булгаррено 8  (1966—1970)
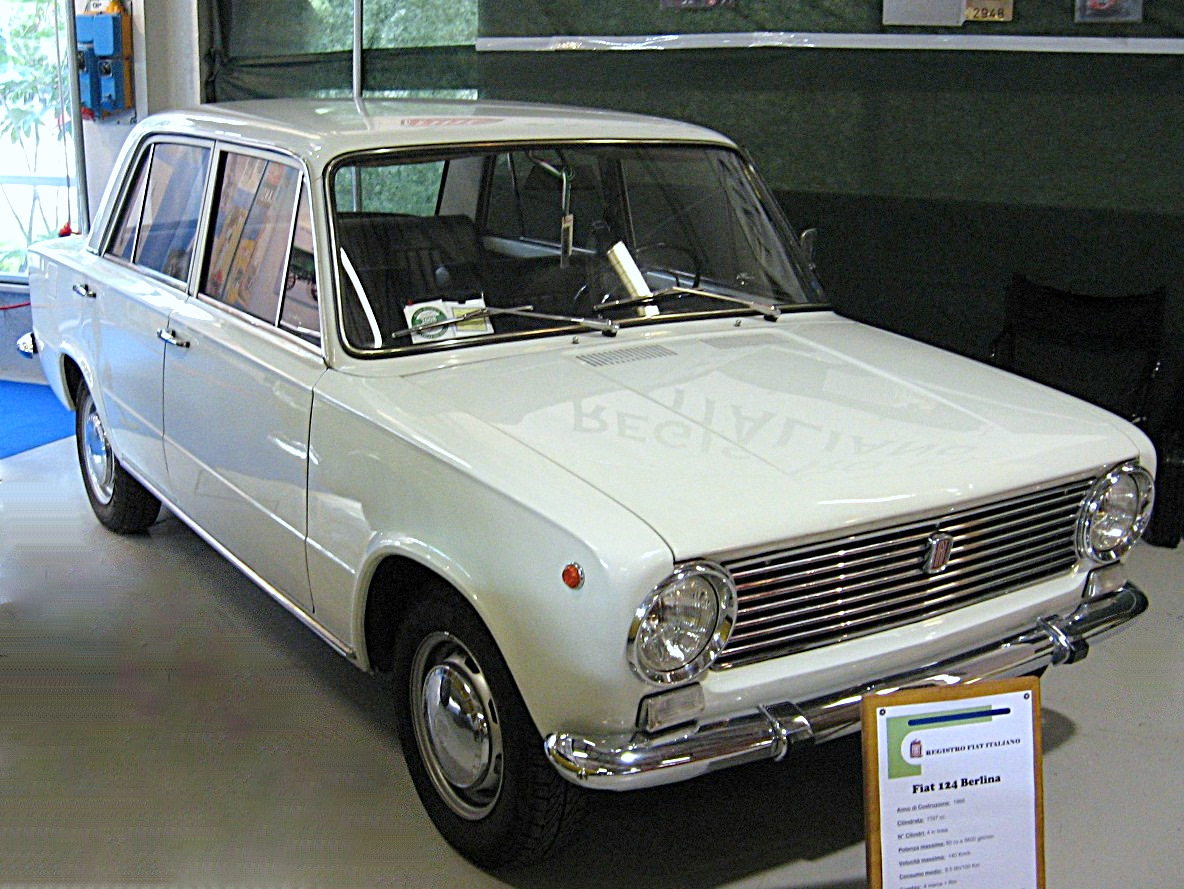
Пірін-Фіат-124 (1967—1971)
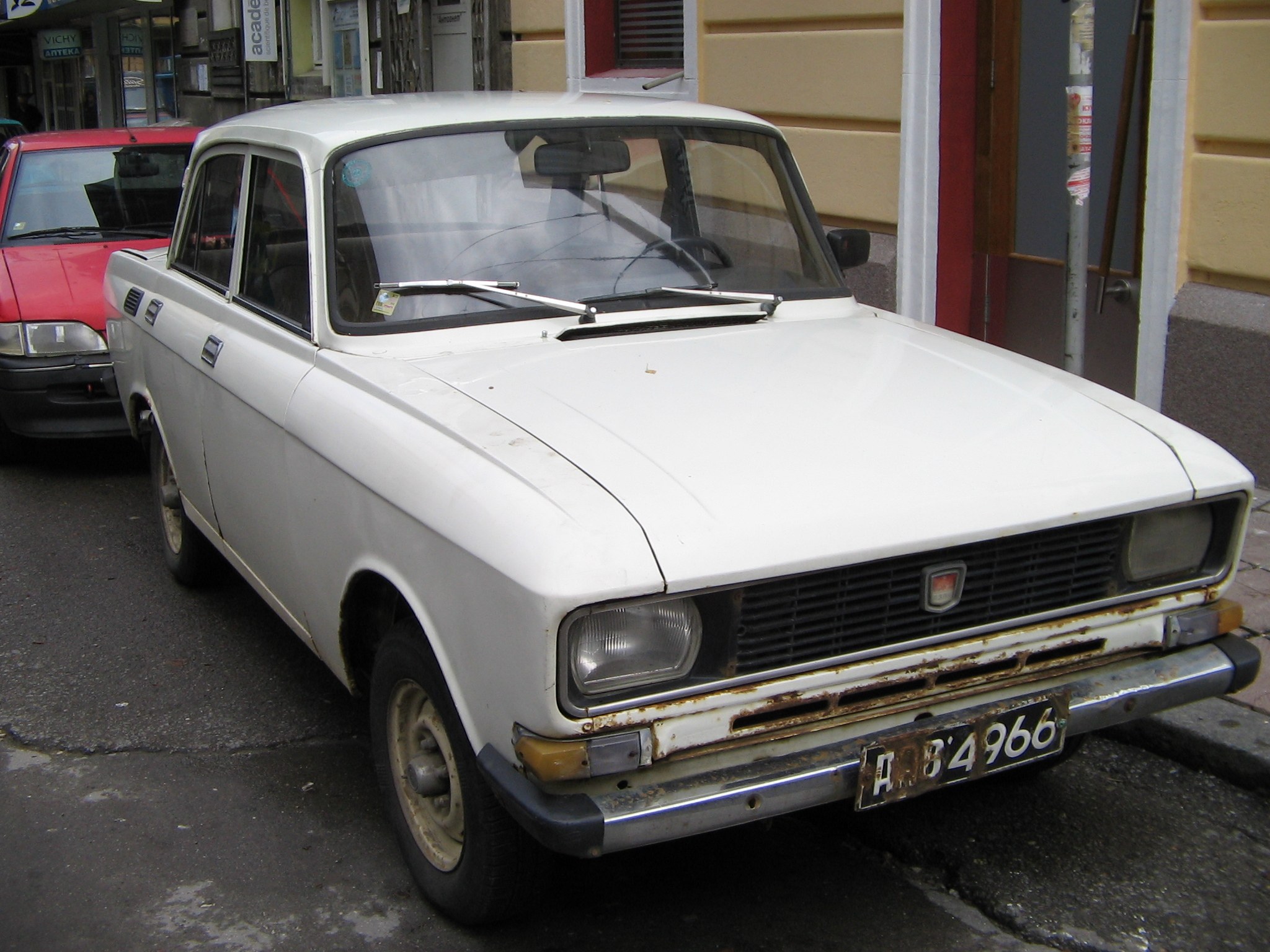
Москвич-2138 (1976–1988)
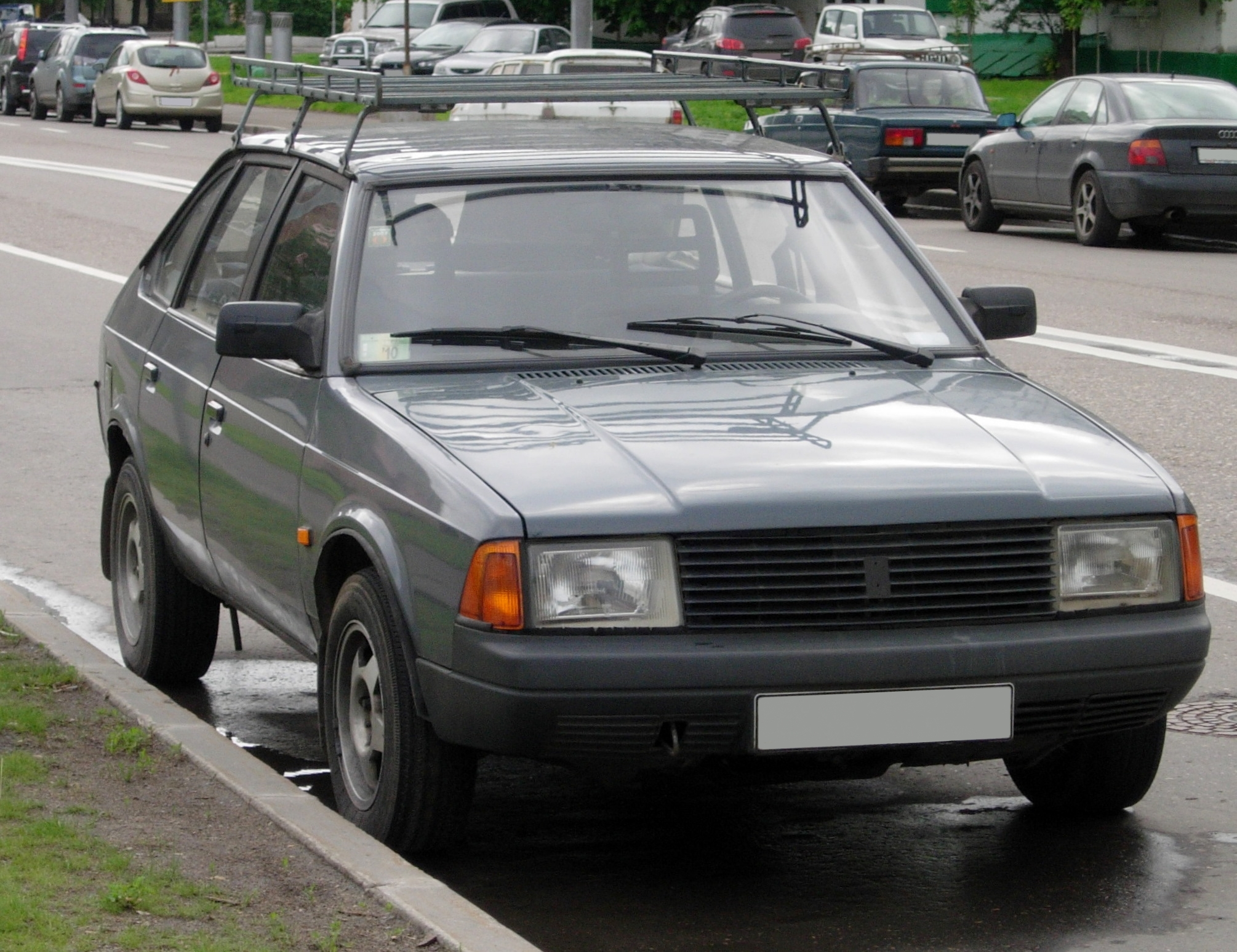
Москвич-2141 (1988–1990)
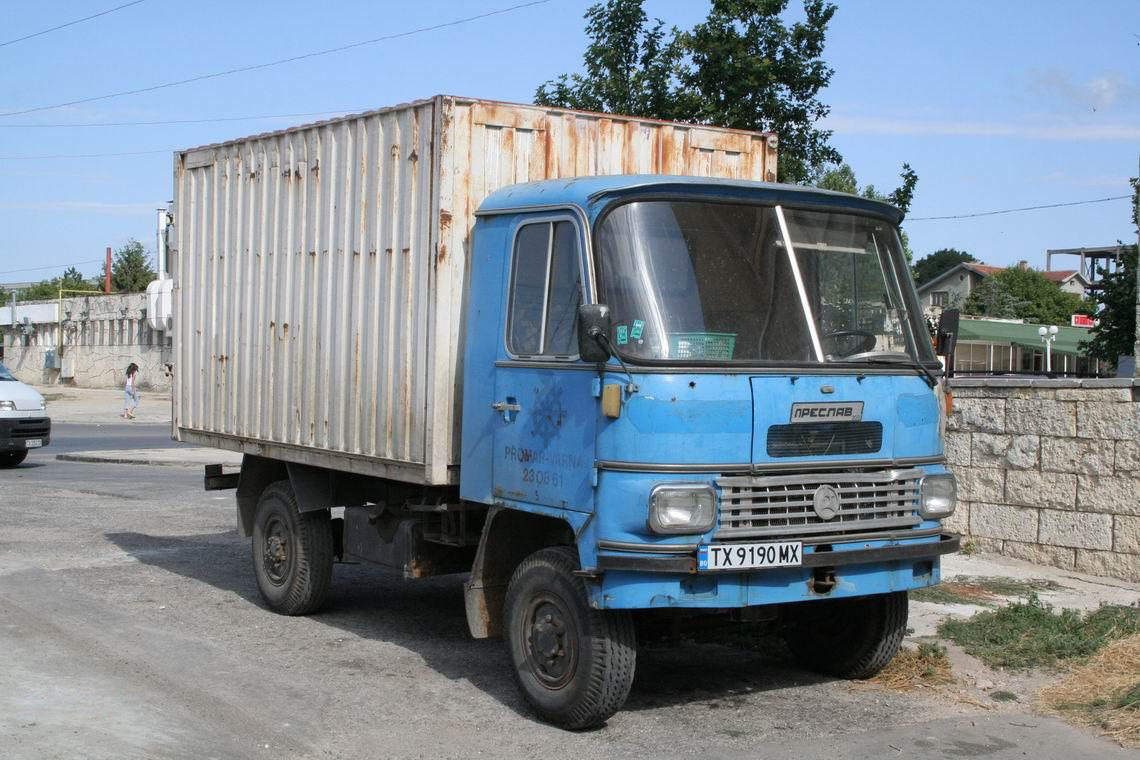
Преслав 5С (1980–2000)
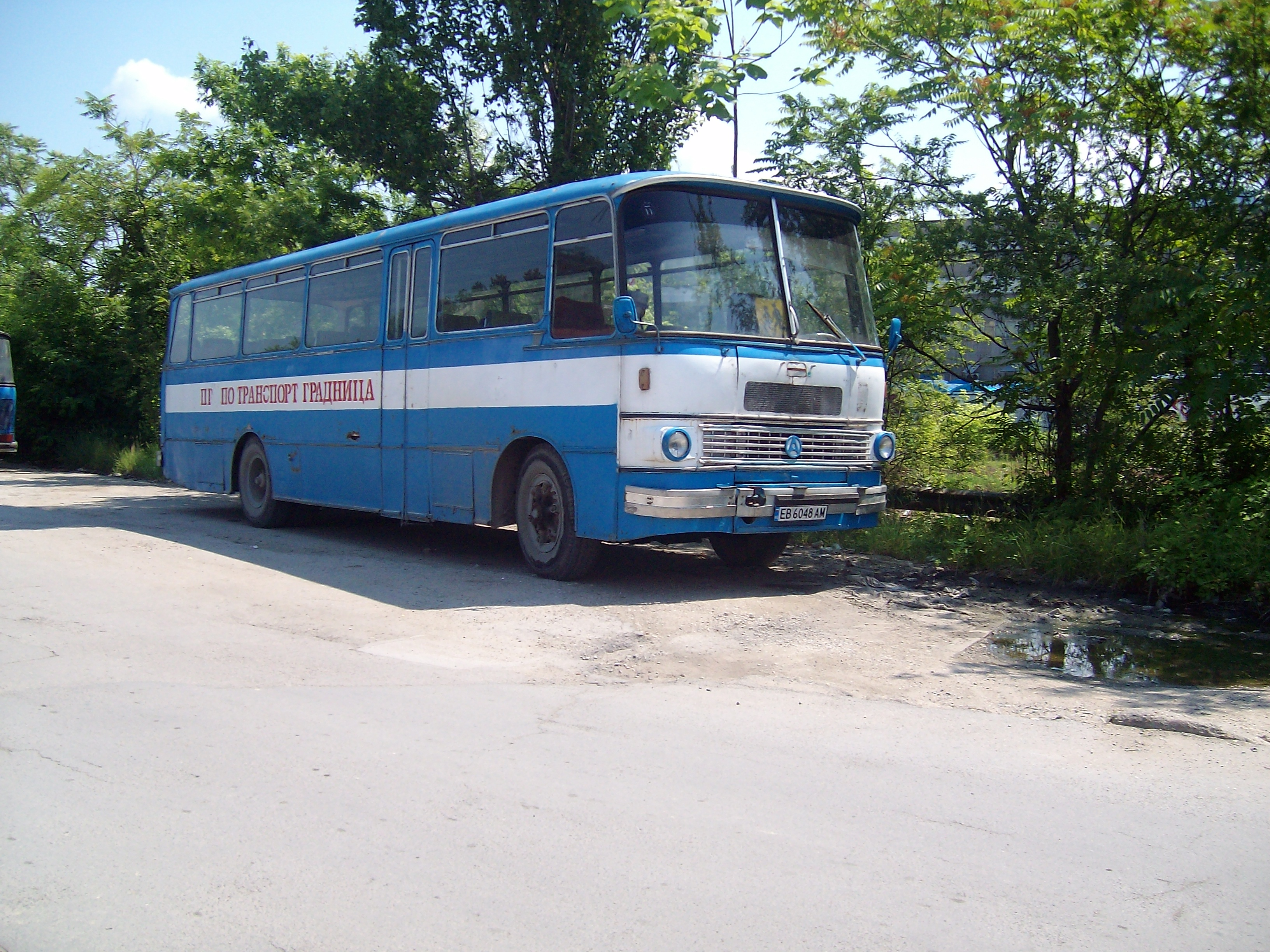
Чавдар 11M3 (1970–1999)

## Сучасний стан

### 2000-ні—дотепер

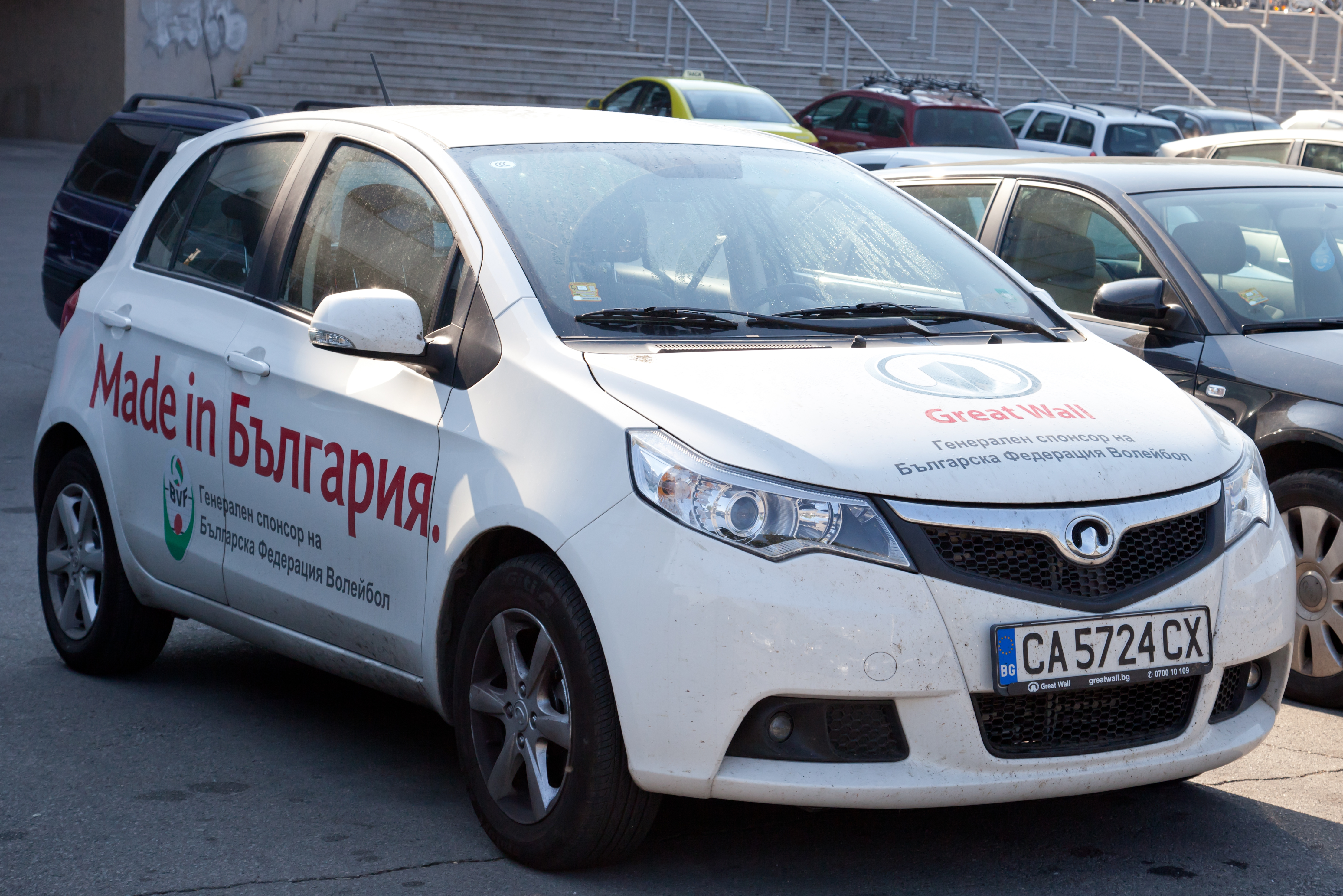
Great Wall Voleex C10 (2012—2014)

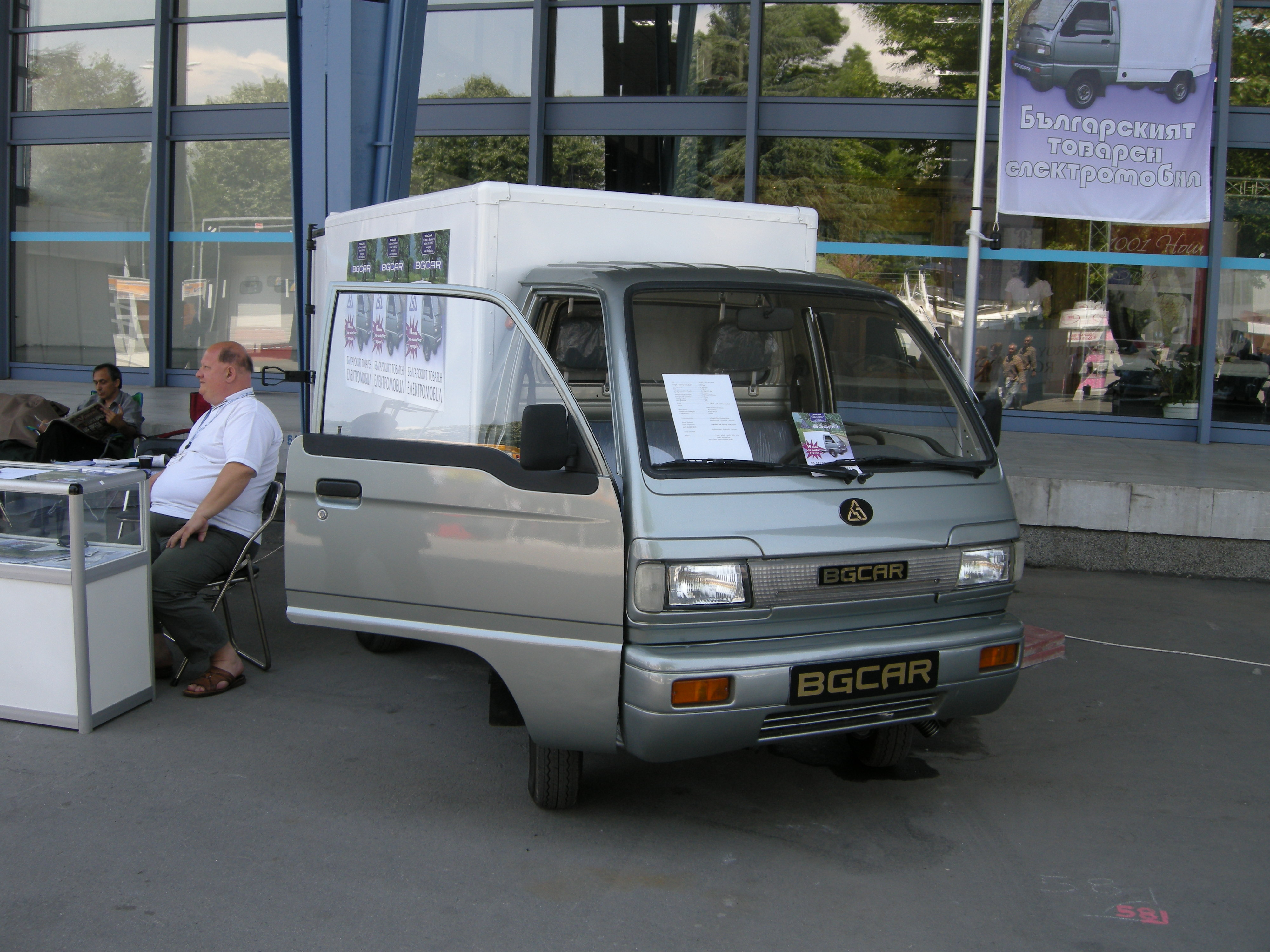
BG Car (2009–дотепер)

Компанії поза межами ЄС вибрали Болгарію як країну, з якої вони будуть вступати на ринки Центральної та Західної Європи. Південноафриканська ALC виробляє на своєму заводі поруч із Софією шкіряні крісла і деталі інтер'єру для BMW, Mercedes і Nissan. Дві турецькі фірми — Ayfa Otomotiv і Mars Otomotiv, будуть виробляти в країні автофари та інші аксесуари для освітлення. Індійська компанія Escorts, зі свого боку, обмірковує будівництво заводу з виробництва автокомпонентів і складання тракторів.
До вступу на ринок компанії Great Wall Болгарія не встигала залучити автовиробників, які шукають скорочення витрат з допомогою переміщення виробництва в Східну Європу. І все ж, у французької Montupet є завод у м. Русе з виробництва запчастин для двигунів, які експортуються на заводи Renault-Dacia в Румунію. На думку експертів з французької компанії, на рішення французів інвестувати в Болгарію вплинули надані муніципалітетом міста Русе полегшення і валютна стабільність, яка контрастує з умовами в Румунії. На заводі стартує і перше виробництво запчастин для Ford.
У Болгарії був створений кластер щодо стимулювання виробництва та використання електромобілів. Першим кроком було створення об'єднання, яке б розробило станції заправки для гібридних та електромобілів, що використовують карти передоплати. В розпорядженні в Болгарії достатньо ноу-хау для виробництва електромобілів, позаяк країна була одним з найбільших виробників електричних мотокарів. Це є передумовою професійної компетентності, щоб Болгарія змогла вступити на цей ринок.
Починаючи з 2000-х років в Болгарії збудовано декілька нових автозаводів, зокрема:
Litex Motors — спільне підприємство між китайською фірмою і болгарською холдинговою групою почало виробництво моделей Great Wall на своєму заводі поряд з м. Ловеч. Там вже проходить складання хетчбека Great Wall Voleex C10, а з наступного року планується підключення виробництва пікапа Steed 5 і одного з найпопулярніших китайських SUV — позашляховика Great Wall Hover 5.
SIN Cars — німецько-болгарський виробник гоночних і спортивних автомобілів, що базується в Німеччині і Болгарії.
"BG car" або "BGCAR" — назва болгарського електричного транспортного засобу та його виробника. Його вага, разом з батареями, становить 1,210 кг, пробіг з повним навантаженням — близько 80 км, а максимальна швидкість — 42 км / год. Він здетен перевозити вантажі вагою до 300 кг. Батареї заряджаються близько 8 годин однофазним 220 В/50 Гц, від побутової електромережі. Експлуатаційні витрати на 100 км. пробігу складають близько 2 левів.

## Виробники

### Діючі
- Litex Motors (легкові автомобілі)
- SIN Cars (спортивні автомобілі)
- BG Car (електрокари)
- Ди-Вен (електрокари)
- Мадара (вантажівки)
- Кента (автобуси)

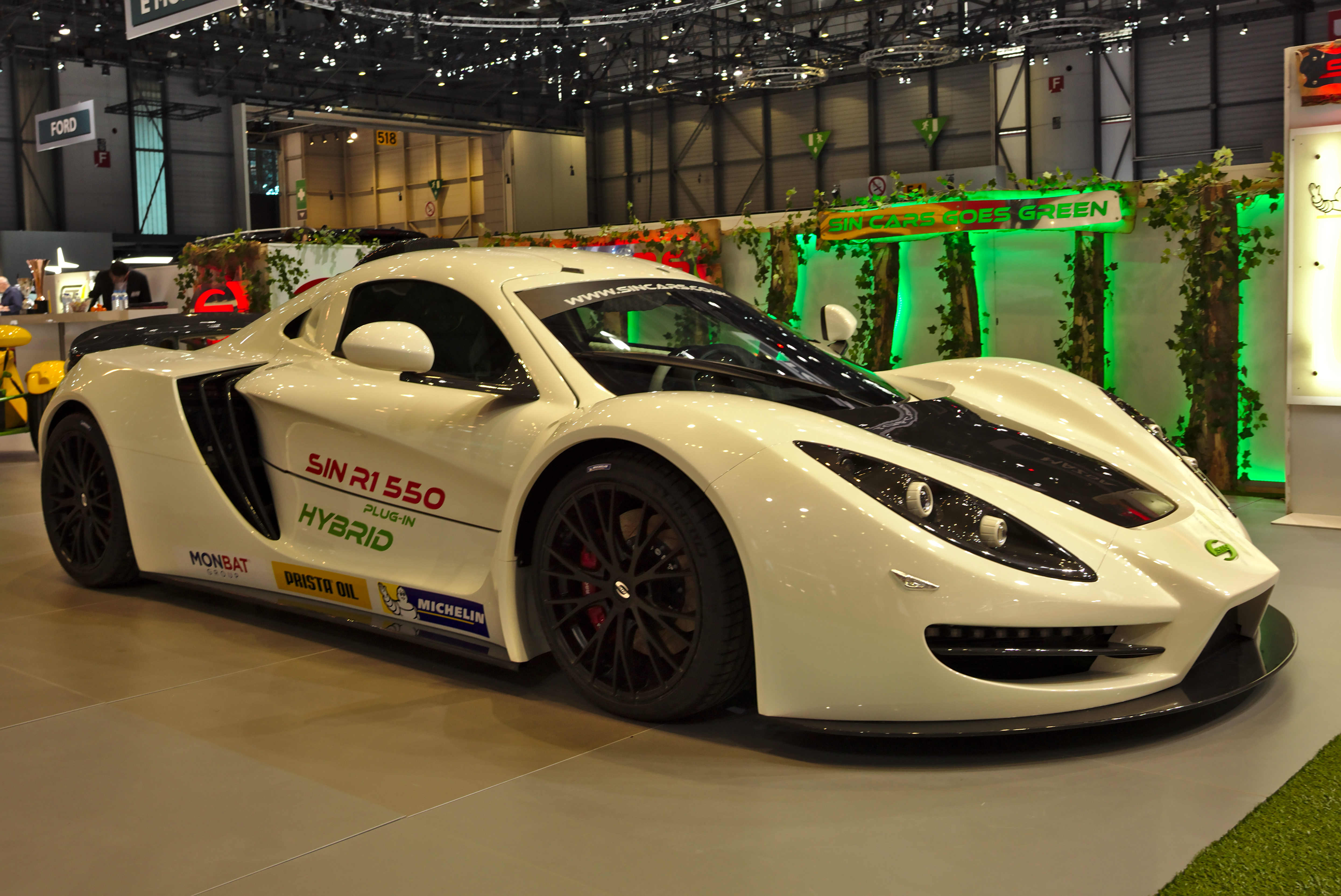
Sin R1 (2012–дотепер)

- Баланкар (електрокари та автонавантажувачі)

### Недіючі
- Москвич (легкові автомобілі)
- Пірін-Фіат (легкові автомобілі)
- Булгаррено (легкові автомобілі)

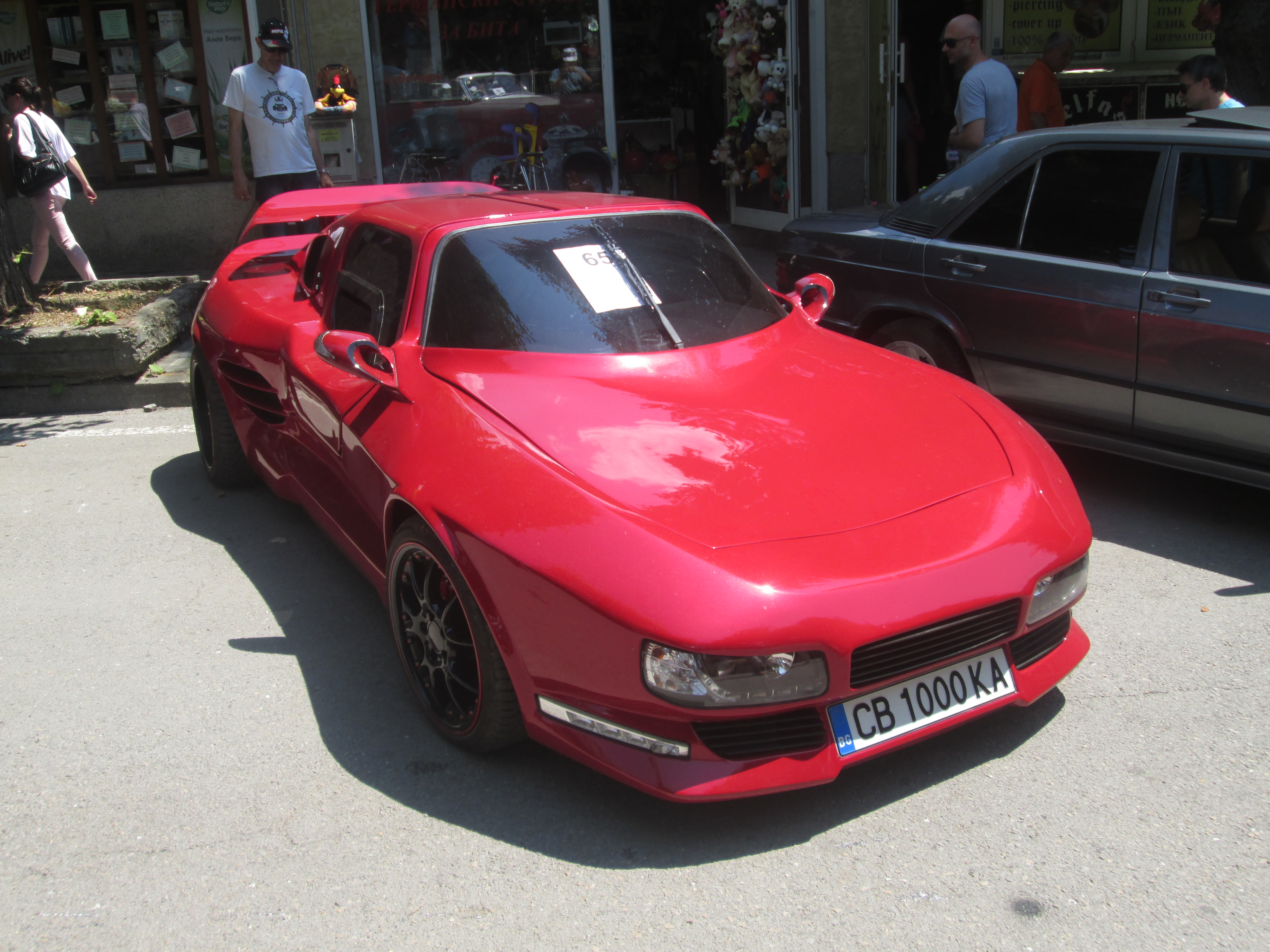
Софія-Б (1985–2001)

- Булгаральпін  (спортивні автомобілі)
- Софія  (спортивні автомобілі)
- Преслав (вантажівки)
- Чавдар (автобуси)
- Геркулес (автобуси)

## Обсяг виробництва за роками
| Рік  | Обсяг виробництва |
| ---- | ----------------- |
| 1980 | 12,000            |
| 1990 | 21,000            |
| 2000 | 2,200             |
| 2013 | 2,200             |
| 2014 | 2,508             |